# Menchib
Menchib es el nombre de la estrella ξ Persei (ξ Per, 46 Per) en la constelación de Perseo. A veces es conocida con el nombre de Menkib, más utilizado para la estrella ζ Persei. Aunque con magnitud aparente +4,04 no es de las estrellas más brillantes de la constelación, es notable por varios motivos.
Una de las estrellas más calientes visibles a simple vista, Menchib tiene una temperatura superficial de 37 500 K, mucho mayor que el Sol, cuya temperatura es de 5780 K. Del raro tipo espectral O, no se sabe con seguridad si es una estrella gigante o supergigante. Sí parece claro que ha dejado de quemar hidrógeno en su núcleo y, por tanto, ha abandonado la secuencia principal. Su luminosidad en luz visible es equivalente a 13 500 soles, pero cuando se considera la radiación ultravioleta emitida la cifra asciende a 330 000 soles. La gran distancia que nos separa de ella, unos 1600 años luz, impide que sea una de las estrellas más brillantes del cielo. Un fuerte viento estelar, 10 millones de veces mayor que el viento solar, hace que Menchib pierda una cantidad significativa de masa cada año: se estima que, al nacer, su masa era 40 veces la masa solar. Su edad es solo de unos pocos millones de años.
Otro factor a destacar es que Menchib es una estrella fugitiva, es decir, se está moviendo a gran velocidad desde su lugar de nacimiento, la asociación estelar Perseo OB2, un cúmulo estelar en claro proceso de desintegración . Esta aceleración pudo ser causada por una explosión de una compañera cercana o por un encuentro próximo con otra estrella masiva. Además, se piensa que es la responsable de iluminar la nebulosa de reflexión NGC 1499.
Por último hay que señalar que Menchib es una binaria espectroscópica; la compañera, una estrella menos masiva de la que nada se sabe, orbita cada 6,95 días alrededor de la estrella principal.